# Helota vigorsii
Helota vigorsii là một loài bọ cánh cứng trong họ Helotidae. Loài này được Macleay miêu tả khoa học năm 1825.